# Etnonationalisme
Etnonationalisme, også kendt under formen etno-nationalisme, er en form for nationalisme, hvor nationen og nationalitet er defineret i form af etnicitet. Det kan implicere "kulturelle, sproglige, religiøse og undertiden racemæssige karakteristika".
Det centrale for etnonationalister er, at "Nationer er defineret af en delt arv, som typisk inkluderer et fælles sprog, en fælles tro, og et fælles etnisk herkomst". Det inkluderer ideen om, at nationens medlemmer har en fælles kultur.
Mens visse former for etnonationalisme er funderet i ideen om nedarvede karakteristika (se fx sort nationalisme og hvid nationalisme), finder etnonationalister ofte assimilation, hvor minoritetsgruppen assimileres ind i nationens dominante gruppe, interessant.

## Oprindelse
Ordet er ifølge Den Danske Ordbog kendt fra 1997.

## Definition
Den primære forudsætning for etnonationalisme er, at etniske grupper kan identificeres entydigt,[kilde mangler] og at den enkelte etniske gruppe har ret til at have sin egen stat.
Mens klassisk politisk nationalisme ofte kan indebære etniske elementer, adskiller etnonationalisme sig fra denne form for nationalisme ved alene at være defineret af etnicitet. Det etniske element er dermed et helt centralt element for den etnonationalistiske position.
Da etnicitet er med til at definere etnonationalismen, kan det også være svært at tilslutte sig positionen alene ved at dele politiske synspunkter. I stedet kan det kræve at dele identifikation med gruppen, hvilket fx kan være ved at være født ind i den. Etnonationalister ser medlemmerne af nationen som en udvidet familie, ultimativt givet ved deres blod i årerne. Der konstrueres hermed et "os" i gruppen, og det medfører samtidig, at et "dem" konstrueres for den øvrige gruppe af personer.
Den akademiske litteratur differentierer ofte mellem etnonationalisme og civic nationalism. Etnonationalisme baserer medlemskab af nationen på baggrund af personens afstamning - frem for politisk fællesskab. Derfor har nationalstater med stærk tradition for etnonationalisme ofte defineret nationalitet ved jus sanguinis, mens lande med stærk tradition for civic nationalism tendenserer til at definere medlemskab ved jus soli. Etnonationalisme anses derfor i visse dele af forskningslitteraturen som ekskluderende, mens civic nationalism anses som værende mere inkluderende, om end der ikke er enighed i litteraturen om, at man kan sætte grænserne så skarpt op.

## Anvendelse i partipolitik
I en dansk kontekst beskriver partiet Stram Kurs sin egen politik som etnonationalistisk utilitarisme.